# Fargesia yulongshanensis
Fargesia yulongshanensis är en gräsart som beskrevs av Tong Pei Yi. Fargesia yulongshanensis ingår i släktet bergbambusläktet, och familjen gräs. Inga underarter finns listade i Catalogue of Life.